# 羽根倉橋

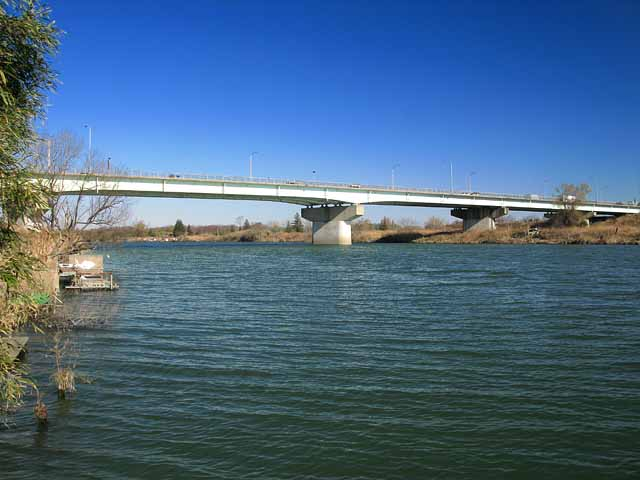
右岸下流側、低水路より見た羽根倉橋

羽根倉橋（はねくらばし）は、埼玉県さいたま市桜区大字下大久保と志木市宗岡の間に架かり、荒川と荒川第一調節池を渡る、国道463号（浦和所沢バイパス）および埼玉県道215号宗岡さいたま線の道路橋。

## 概要

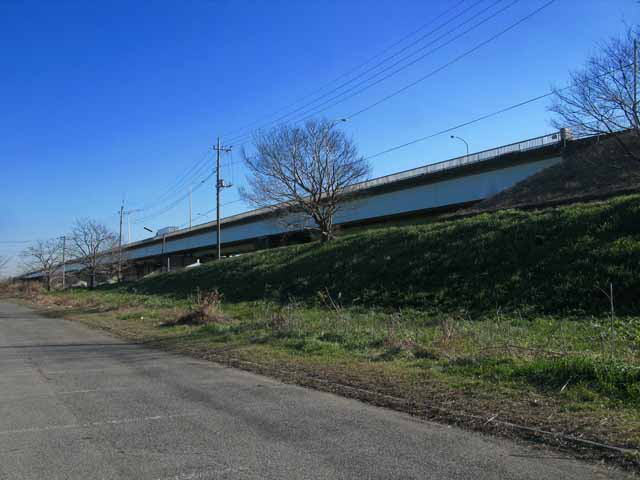
右岸、上流側より

河口から37.2 kmの地点に架かる、橋長859.63メートル、総幅員22.8メートル、有効幅員20.0メートル（車道7.5メートル、歩道2.5メートル、上下2本）、最大支間長82.2メートルの連続箱桁橋の1等橋（TL-20）。また、埼玉県の第一次特定緊急輸送道路に指定されている。橋の両端は右岸側は荒川横堤である南畑横堤に、左岸側は同じく大久保第1横堤に接続し、道路がその横堤の天端を通る。右岸側の南畑横堤は途中、富士見市南畑新田（旧入間郡南畑村）の区域に掛かる。国道の橋だが、橋の管理はさいたま市が行っている（補助国道）。4車線のため交通量も多く、東日本旅客鉄道（JR東日本）の南与野駅や埼玉大学と東武東上線の志木駅・ふじみ野駅のほか、東日本旅客鉄道の北朝霞駅を結ぶ国際興業バスの路線バスも走っている。最寄りのバス停留所は左岸側が「下大久保」停留所、右岸側が「宗岡蓮田」停留所となる。また、さいたま市浦和区から所沢市まで続く、日本一長いケヤキ並木はこの橋梁の存在のため、この付近で一旦途切れている。大気が澄んだ時には、さいたま市から所沢方面へ向かう真正面に富士山を捉えることができる（#風景参照）。橋名は河岸場の呼称である羽根倉にちなむ。

## 歴史

木造の羽根倉橋（1962年）

架橋される以前の時代は1662年（寛文2年）頃設立の河岸場（羽根倉河岸）があり、船1艘を有する私渡の渡船場（羽根倉の渡し）が併設されていて物資の集散地や河川交通の要として大変賑わっていた。羽根倉の渡しが羽根倉橋の前身。この河岸場は1919年（大正8年）に行われた河川改修により廃止され、渡船も1938年（昭和13年）の橋の架設により廃止された。
- 1938年（昭和13年） - 秋ヶ瀬橋の古材を再利用し、仮橋として架設される[12][13][14]。
- 1954年（昭和29年）5月23日 - 架け替え。今までの橋の下流側に木造冠水橋が完成する[15]。
- 1967年（昭和42年） - 永久橋の架設事業に着手[16]。
- 1973年（昭和48年）7月6日[17] - 架け替え。浦和所沢バイパスの上り線の永久橋が開通する。2車線の暫定開通[13][16]。工費14億6420万円[11]。
- 1981年（昭和56年） - 羽根倉橋拡幅工事に着手[16]。
- 1985年（昭和60年）4月5日 - 羽根倉橋拡幅工事完成。下り線の永久橋が開通し、4車線化[13]。
- 2018年（平成30年）8月1日 - 上り線の床版の取り換え工事のため、下り線を使い暫定2車線となる。2020年（令和2年）5月に工事が完了した[18]。

## 周辺

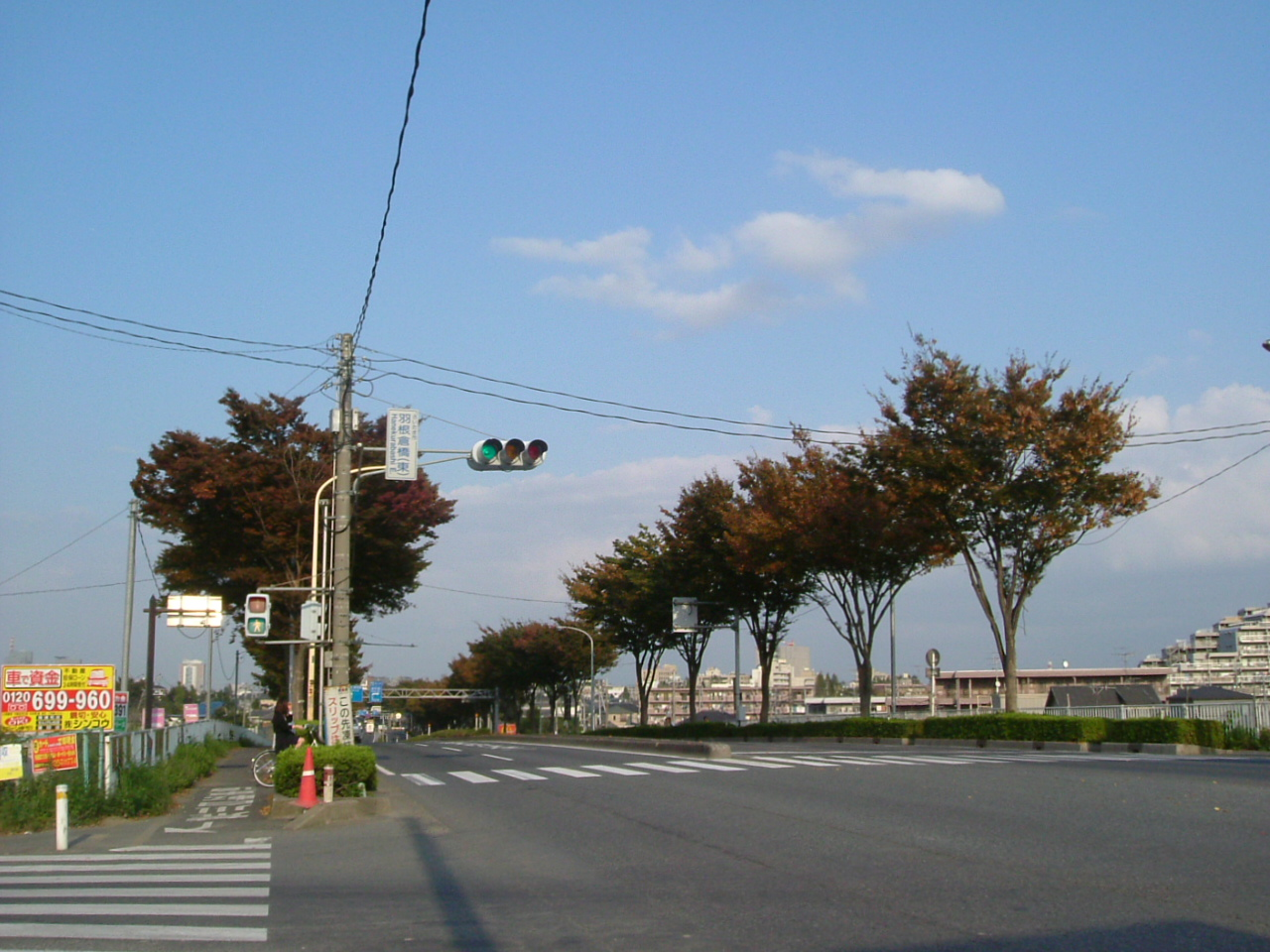
羽根倉橋（東）交差点のケヤキ並木

河川敷は左岸側に広くとられている。その広い河川敷を活用したレクリエーション施設や農地がある。河川区域内にもかかわらず2002年（平成14年）頃まで塚本集落が橋の川上側にあり、民家が点在した。
- 荒川第一調節池
  - レッズランド
  - 秋ヶ瀬公園
    - 秋ヶ瀬公園第一野球場
    - ピクニックの森
- サーキット秋ヶ瀬
- KM自動車教習所
- 羽根倉古戦場跡 - 荒川左岸のすぐ上流側に位置する。
- 富士見運動公園
- 薬師堂のマキ - さいたま市指定天然記念物[20]
- ノーザンカントリークラブ 錦ヶ原ゴルフ場
- 富士見市運動公園
- 志木市立秋ヶ瀬運動公園
- 志木市立宗岡第二小学校
- 埼玉県道155号さいたま武蔵丘陵森林公園自転車道線（荒川サイクリングロード）

## その他
- 羽根倉橋は埼玉県のぐるっと埼玉サイクルネットワーク構想に基づき策定された「自転車みどころスポットを巡るルート」の「自転車道体験ルート」の経路に指定されている[21]。

## 風景

1938年に架けられた木橋（左）と1954年に架けられた木造冠水橋。
羽根倉橋を渡る路線バス。
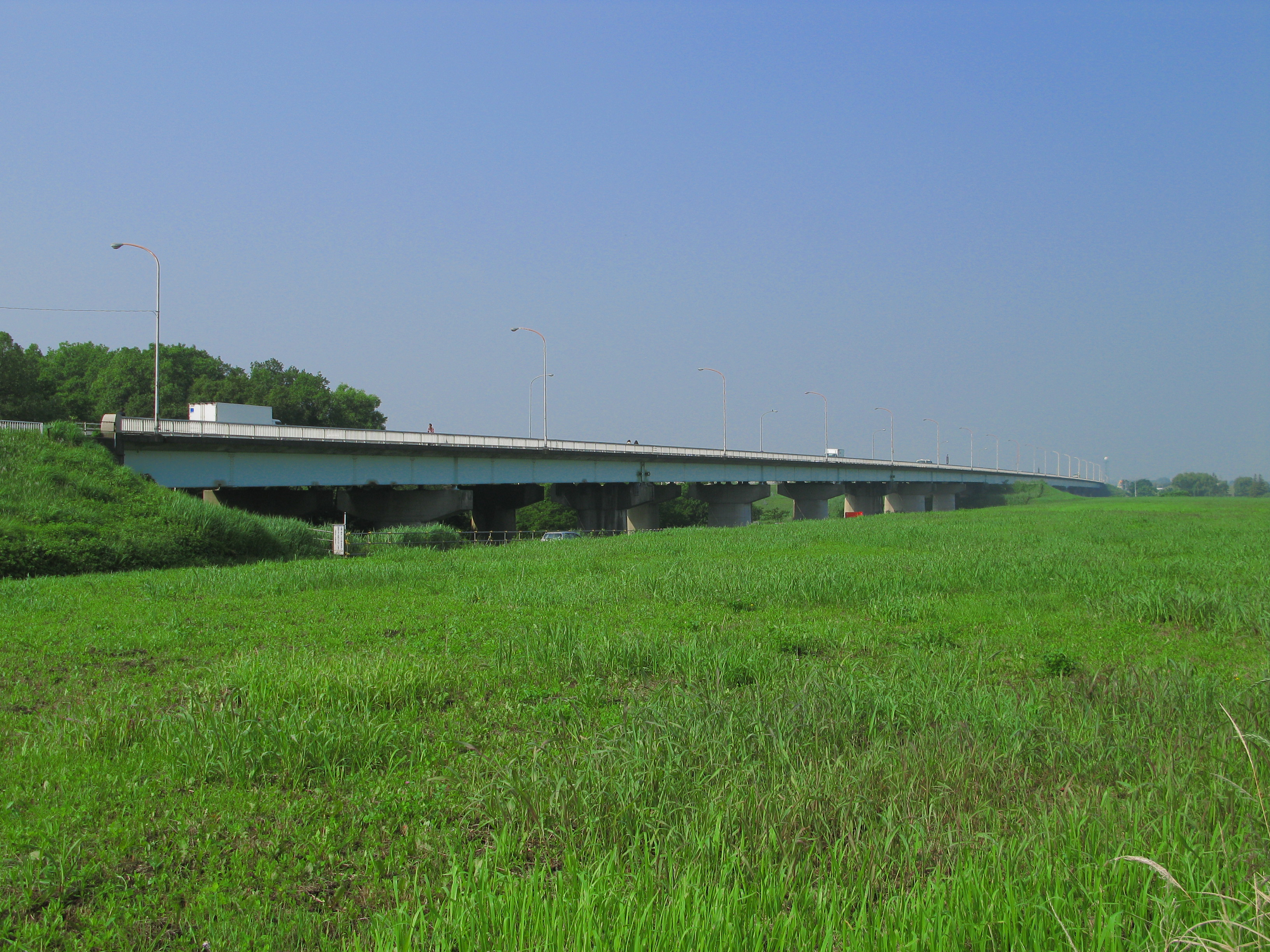
左岸上流側より
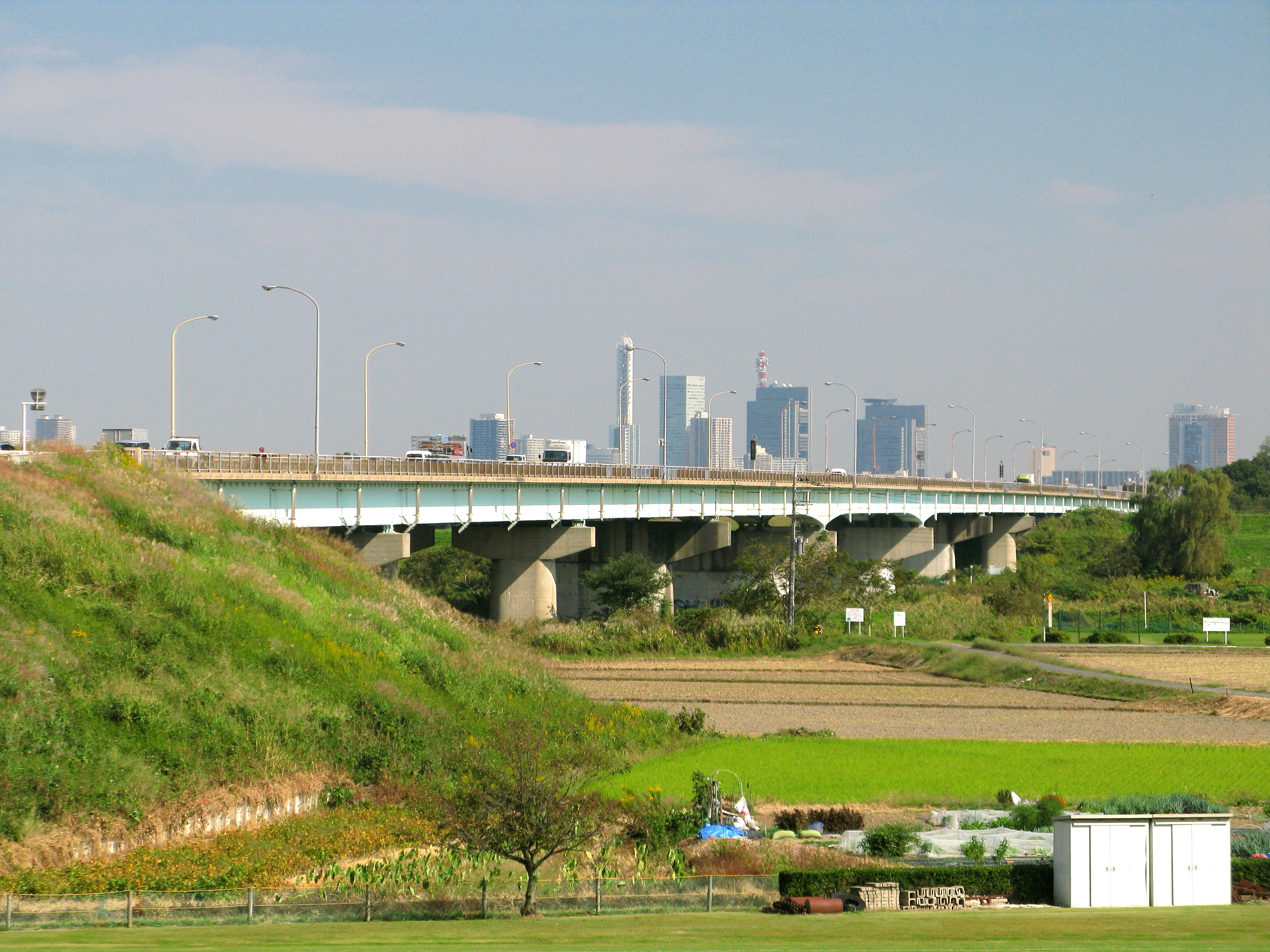
羽根倉橋と新都心ビル群
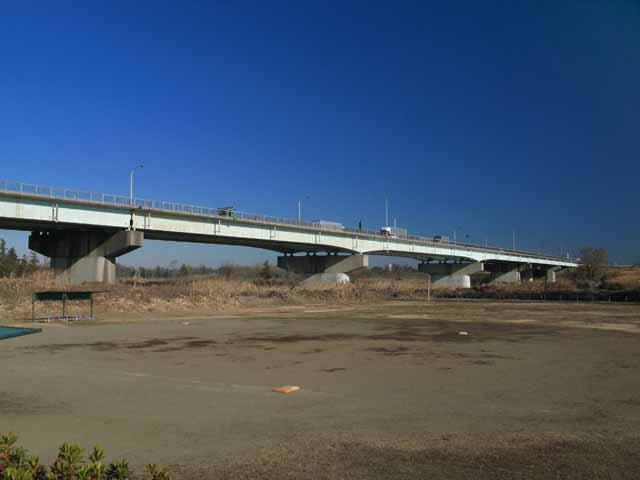
右岸下流側高水敷より
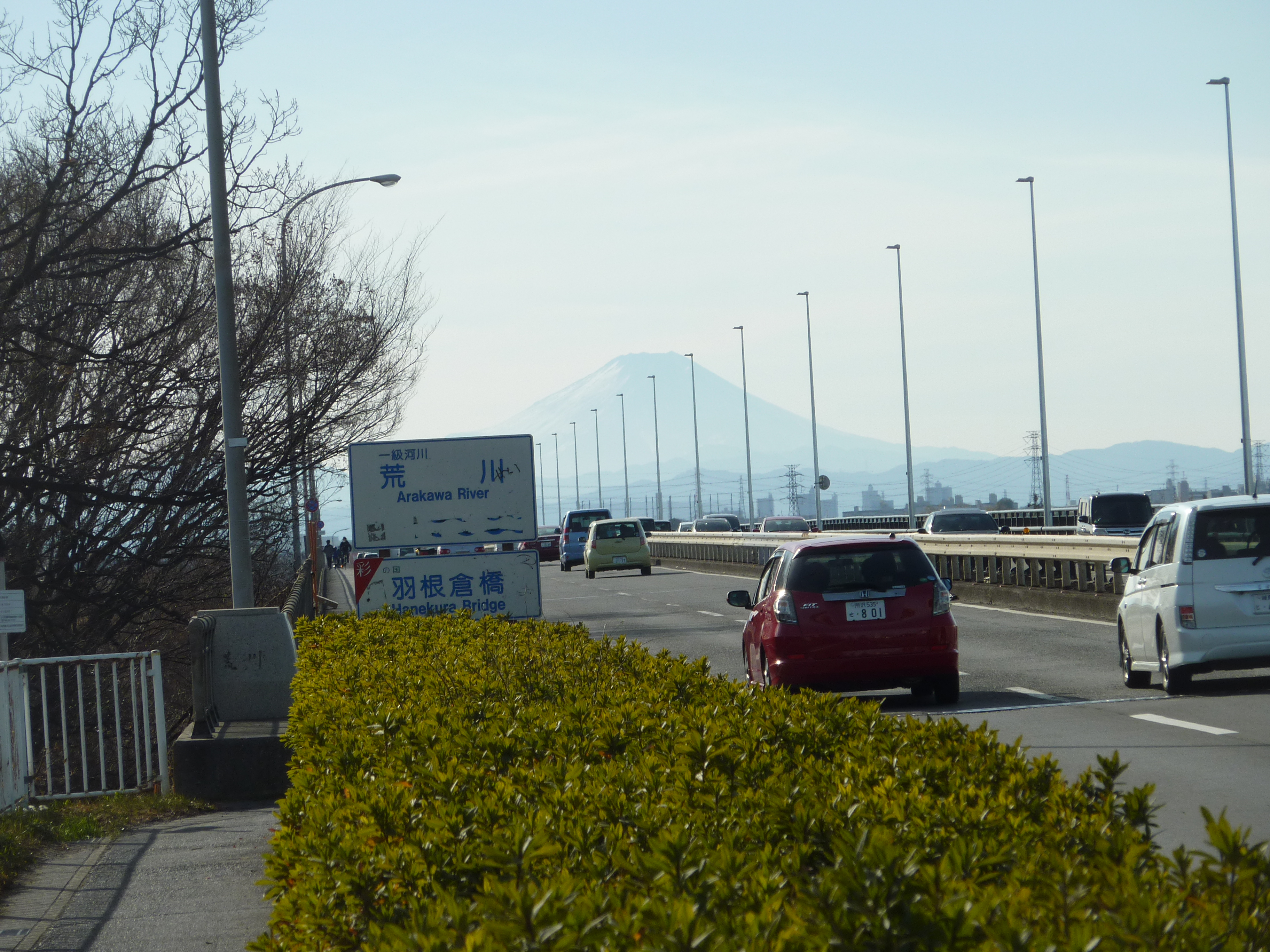
さいたま市（左岸）側起点から臨む富士山

## 隣の橋
- 荒川

（上流） - 荒川橋梁 - 治水橋 - 羽根倉橋 - 秋ヶ瀬橋 - 荒川橋梁 - （下流）